# De Sivaplein
Het De Sivaplein of Sivaplein is een plein in Paramaribo, Suriname. 
Het plein heeft de vorm van een groen driehoek en ligt ingeklemd tussen de Zwartenhovenbrugstraat en de aankomst van de Domineestraat. In de directe nabijheid komt hier aan de andere zijde ook de Burenstraat uit op de Zwartenhovenbrugstraat.
Aan het eind van de 18e eeuw hadden mulat-joden hier hun synagoge met de naam Darchei Yesharim (Weg van de Rechtvaardige in het Hebreeuws). Dit gebedshuis werd in 1800 afgebroken.
In 1916 werd hier een van de zes klokken in de stad geplaatst en gedurende de 20e eeuw stond hier de bioscoop Luxor. Het plein werd in de loop van de 20e eeuw gebruikt voor bijeenkomsten, zoals voor muziekopvoeringen, openluchtbijeenkomsten van het Leger des Heils en individuele predikanten.

## Gedenkteken
Op het De Sivaplein zijn bankjes geplaatst en staat het Dankbaarheidsmonument.
| Onderwerp             | Type       | Kunstenaar      | Onthulling | Locatie      | Omschrijving              |
| --------------------- | ---------- | --------------- | ---------- | ------------ | ------------------------- |
| Dankbaarheidsmonument | standbeeld | Mari Andriessen | 1955       | De Sivaplein | steun Tweede Wereldoorlog |